# Panamerikanische Spiele 1995/Leichtathletik
Bei den Panamerikanischen Spielen 1995 in Mar del Plata (Argentinien) wurden in der Leichtathletik 45 Wettbewerbe ausgetragen, davon 24 für Männer und 21 für Frauen.

## Männer

### 100-Meter-Lauf
| Platz | Athlet            | Land | Zeit (s) |
| ----- | ----------------- | ---- | -------- |
| 1     | Glenroy Gilbert   | CAN  | 10,21    |
| 2     | Joel Isasi        | CUB  | 10,23    |
| 3     | André da Silva    | BRA  | 10,23    |
| 4     | Vincent Henderson | USA  | 10,25    |
| 5     | Leonardo Prevost  | CUB  | 10,36    |
| 6     | Arnaldo da Silva  | BRA  | 10,44    |
| 7     | Carlos Gats       | ARG  | 10,44    |
| 8     | Jaime Barragán    | MEX  | 10,57    |

Wind: 3,4 m/s

### 200-Meter-Lauf
| Platz | Athlet                     | Land | Zeit (s) |
| ----- | -------------------------- | ---- | -------- |
| 1     | Iván García                | CUB  | 20,29    |
| 2     | Andrew Tynes               | BAH  | 20,33    |
| 3     | Sebastián Keitel           | CHI  | 20,55    |
| 4     | Robson da Silva            | BRA  | 20,60    |
| 5     | Marcelo Brivilati da Silva | BRA  | 20,78    |
| 6     | Ron Clark                  | USA  | 20,84    |
| 7     | Carlos Gats                | ARG  | 20,86    |
| 8     | Bryan Bridgewater          | USA  | 21,22    |

Wind: 1,1 m/s

### 400-Meter-Lauf
| Platz | Athlet           | Land | Zeit (s) |
| ----- | ---------------- | ---- | -------- |
| 1     | Norberto Téllez  | CUB  | 45,38    |
| 2     | Omar Mena        | CUB  | 45,64    |
| 3     | Eswort Coombs    | VIN  | 45,68    |
| 4     | Ian Morris       | TRI  | 45,75    |
| 5     | Chris Jones      | USA  | 45,82    |
| 6     | Wendell Gaskin   | USA  | 45,86    |
| 7     | Wenceslao Ferrín | COL  | 46,16    |
| 8     | Michael McDonald | JAM  | 46,21    |

### 800-Meter-Lauf
| Platz | Athlet                 | Land | Zeit (min) |
| ----- | ---------------------- | ---- | ---------- |
| 1     | José Luíz Barbosa      | BRA  | 1:46,02    |
| 2     | Alain Miranda          | CUB  | 1:46,88    |
| 3     | Brad Sumner            | USA  | 1:47,58    |
| 4     | Gilmar da Silva Santos | BRA  | 1:47,85    |
| 5     | Byron Goodwin          | CAN  | 1:47,92    |
| 6     | Daryl Fillion          | CAN  | 1:48,79    |
| 7     | Víctor Matarrese       | ARG  | 1:49,91    |
| 8     | Terril Davis           | USA  | 1:51,21    |

### 1500-Meter-Lauf
| Platz | Athlet                 | Land | Zeit (min) |
| ----- | ---------------------- | ---- | ---------- |
| 1     | Joaquim Cruz           | BRA  | 3:40,26    |
| 2     | Terrance Herrington    | USA  | 3:40,97    |
| 3     | Jason Pyrah            | USA  | 3:42,34    |
| 4     | Leonardo Michel Malgor | ARG  | 3:43,18    |
| 5     | Edgar de Oliveira      | BRA  | 3:43,98    |
| 6     | Iván Gómez             | GUA  | 3:45,96    |
| 7     | José López             | VEN  | 3:50,44    |
| 8     | Terrance Armstrong     | BER  | 3:53,71    |

### 5000-Meter-Lauf
| Platz | Athlet                | Land | Zeit (min) |
| ----- | --------------------- | ---- | ---------- |
| 1     | Armando Quintanilla   | MEX  | 13:30,35   |
| 2     | Wander do Prado Moura | BRA  | 13:45,53   |
| 3     | Silvio Guerra         | ECU  | 13:52,29   |
| 4     | Timothy Hacker        | USA  | 13:52,52   |
| 5     | Iván Gómez            | GUA  | 13:58,73   |
| 6     | Ronnie Harris         | USA  | 14:00,39   |
| 7     | Ronaldo da Costa      | BRA  | 14:01,47   |
| 8     | Daniel Castro         | ARG  | 14:02,47   |

### 10.000-Meter-Lauf
| Platz | Athlet               | Land | Zeit (min) |
| ----- | -------------------- | ---- | ---------- |
| 1     | Armando Quintanilla  | MEX  | 28:57,41   |
| 2     | Valdenor dos Santos  | BRA  | 29:04,79   |
| 3     | Ronaldo da Costa     | BRA  | 29:07,68   |
| 4     | Jorge Marquez        | MEX  | 29:08,69   |
| 5     | Steve Plasencia      | USA  | 29:10,33   |
| 6     | Silvio Guerra        | ECU  | 29:12,65   |
| 7     | Antonio Fabián Silio | ARG  | 29:44,61   |
| 8     | Chris Fox            | USA  | 29:56,54   |

### Marathon
| Platz | Athlet               | Land | Zeit (h) |
| ----- | -------------------- | ---- | -------- |
| 1     | Benjamín Paredes     | MEX  | 2:14:44  |
| 2     | Mark Coogan          | USA  | 2:15:21  |
| 3     | Luiz Carlos da Silva | BRA  | 2:15:46  |
| 4     | Rubén Dario Maza     | VEN  | 2:16:18  |
| 5     | Ignacio Alberto Cuba | CUB  | 2:16:29  |
| 6     | Maurilio Castillo    | MEX  | 2:16:46  |
| 7     | Carlos Tarazona      | VEN  | 2:17:59  |
| 8     | Luis Martínez        | GUA  | 2:18:11  |

### 20 km Gehen
| Platz | Athlet                 | Land | Zeit (h) |
| ----- | ---------------------- | ---- | -------- |
| 1     | Jefferson Pérez        | ECU  | 1:22:53  |
| 2     | Daniel García          | MEX  | 1:22:57  |
| 3     | Julio René Martínez    | GUA  | 1:23:50  |
| 4     | Querubín Moreno        | COL  | 1:24:29  |
| 5     | Martin St. Pierre      | CAN  | 1:25:28  |
| 6     | Daniel Vargas          | CUB  | 1:26:20  |
| 7     | Sérgio Galdino         | BRA  | 1:27:14  |
| 8     | Cláudio Luiz Bertolino | BRA  | 1:28:10  |

### 50 km Gehen
| Platz | Athlet                 | Land | Zeit (h) |
| ----- | ---------------------- | ---- | -------- |
| 1     | Carlos Mercenario      | MEX  | 3:47:55  |
| 2     | Miguel Ángel Rodríguez | MEX  | 3:48:22  |
| 3     | Julio Urías            | GUA  | 3:49:37  |
| 4     | Tim Berrett            | CAN  | 3:52:04  |
| 5     | Edel Oliva             | CUB  | 3:52:19  |
| 6     | Allen James            | USA  | 3:59:27  |
| 7     | Jorge Luis Pino        | CUB  | 4:02:51  |
| 8     | Hugo López             | GUA  | 4:09:56  |

### 110-Meter-Hürdenlauf
| Platz | Athlet           | Land | Zeit (s) |
| ----- | ---------------- | ---- | -------- |
| 1     | Roger Kingdom    | USA  | 13,39    |
| 2     | Emilio Valle     | CUB  | 13,40    |
| 3     | Courtney Hawkins | USA  | 13,54    |
| 4     | Erik Batte       | CUB  | 13,72    |
| 5     | Walmes de Souza  | BRA  | 14,03    |
| 6     | Miguel Soto      | PUR  | 14,09    |
| 7     | Matthew Love     | JAM  | 14,16    |
| 8     | Wagner Marseille | HAI  | 14,30    |

Wind: 0,8 m/s

### 400-Meter-Hürdenlauf
| Platz | Athlet             | Land | Zeit (s) |
| ----- | ------------------ | ---- | -------- |
| 1     | Eronilde de Araújo | BRA  | 49,29    |
| 2     | Everson Teixeira   | BRA  | 50,24    |
| 3     | Llimi Rivas        | COL  | 50,37    |
| 4     | Juan Vallín        | MEX  | 50,44    |
| 5     | Marco Morgan       | USA  | 52,67    |
| 6     | Miguel Pérez       | ARG  | 52,73    |
| 7     | Thomas Zverina     | CAN  | 53,27    |
| 8     | Gabriel Corradini  | ARG  | 55,34    |

### 3000-Meter-Hindernislauf
| Platz | Athlet                 | Land | Zeit (min) |
| ----- | ---------------------- | ---- | ---------- |
| 1     | Wander do Prado Moura  | BRA  | 8:14,41    |
| 2     | Brian Diemer           | USA  | 8:30,58    |
| 3     | Dan Reese              | USA  | 8:31,58    |
| 4     | Leonardo Michel Malgor | ARG  | 8:32,42    |
| 5     | Rubén García           | MEX  | 8:41,90    |
| 6     | Joël Bourgeois         | CAN  | 8:45,62    |
| 7     | Marcelo Cascabelo      | ARG  | 8:54,84    |
| 8     | Marco Antonio Condori  | BOL  | 9:07,42    |

### 4-mal-100-Meter-Staffel
| Platz | Land                | Athleten                                                             | Zeit (s) |
| ----- | ------------------- | -------------------------------------------------------------------- | -------- |
| 1     | Kuba                | Joel Isasi Jorge Aguilera Joel Lamela Iván García                    | 38,67    |
| 2     | Vereinigte Staaten  | Robert Reading Wendell Gaskin Ron Clark Dino Napier                  | 39,12    |
| 3     | Mexiko              | Jaime Barragán Carlos Villaseñor Salvador Miranda Alejandro Cárdenas | 39,77    |
| 4     | Jamaika             |                                                                      | 39,79    |
| 5     | Bahamas             |                                                                      | 39,83    |
| 6     | Argentinien         |                                                                      | 39,94    |
| 7     | Brasilien           |                                                                      | 40,07    |
| 8     | St. Kitts und Nevis |                                                                      | 40,72    |

### 4-mal-400-Meter-Staffel
| Platz | Land                | Athleten                                                    | Zeit (min) |
| ----- | ------------------- | ----------------------------------------------------------- | ---------- |
| 1     | Kuba                | Jorge Crusellas Norberto Téllez Omar Mena Iván García       | 3:01,53    |
| 2     | Jamaika             | Orville Taylor Dennis Blake Roxbert Martin Michael McDonald | 3:02,11    |
| 3     | Trinidad und Tobago | Neil de Silva Hayden Stephen Robert Guy Ian Morris          | 3:02,24    |
| 4     | Brasilien           |                                                             | 3:07,54    |
| 5     | Mexiko              |                                                             | 3:08,04    |
| 6     | Argentinien         |                                                             | 3:13,57    |

### Hochsprung
| Platz | Athlet             | Land | Höhe (m) |
| ----- | ------------------ | ---- | -------- |
| 1     | Javier Sotomayor   | CUB  | 2,40     |
| 2     | Steve Smith        | USA  | 2,29     |
| 3     | Gilmar Mayo        | COL  | 2,26     |
| 4     | Tony Barton        | USA  | 2,23     |
| 5     | Cory Siermachesky  | CAN  | 2,15     |
| 6     | Charles Lefrançois | CAN  | 2,15     |
| 7     | Fernando Moreno    | ARG  | 2,10     |
| 8     | Ricardo D’Andrilli | ARG  | 2,00     |

### Stabhochsprung
| Platz | Athlet             | Land | Höhe (m) |
| ----- | ------------------ | ---- | -------- |
| 1     | Pat Manson         | USA  | 5,75     |
| 2     | Bill Deering       | USA  | 5,60     |
| 3     | Alberto Manzano    | CUB  | 5,40     |
| 4     | Paulo Benavidez    | MEX  | 5,30     |
| 5     | Owen Clements      | CAN  | 5,10     |
| 6     | Oscar Veit         | ARG  | 5,05     |
| 7     | Cristián Aspillaga | CHI  | 5,00     |
| 8     | Fernando Pastoriza | ARG  | 5,00     |

### Weitsprung
| Platz | Athlet          | Land | Weite (m) |
| ----- | --------------- | ---- | --------- |
| 1     | Iván Pedroso    | CUB  | 8,50      |
| 2     | Jaime Jefferson | CUB  | 8,23      |
| 3     | Elmer Williams  | PUR  | 8,00 w    |
| 4     | Tony Walton     | USA  | 7,89      |
| 5     | Mike Francis    | PUR  | 7,78      |
| 6     | Dion Bentley    | USA  | 7,68      |
| 7     | Wayne McSween   | GRN  | 7,34      |
| 8     | Jérôme Romain   | DMA  | 7,30      |

### Dreisprung
| Platz | Athlet         | Land | Weite (m) |
| ----- | -------------- | ---- | --------- |
| 1     | Yoelbi Quesada | CUB  | 17,67     |
| 2     | Jérôme Romain  | DMA  | 17,24     |
| 3     | Yoel García    | CUB  | 17,21 w   |
| 4     | LaMark Carter  | USA  | 16,77 w   |
| 5     | Anísio Silva   | BRA  | 16,61 w   |
| 6     | Rich Thompson  | USA  | 16,16 w   |
| 7     | Freddy Nieves  | ECU  | 15,46     |
| 8     | Wayne McSween  | GRN  | 15,35     |

### Kugelstoßen
| Platz | Athlet             | Land | Weite (m) |
| ----- | ------------------ | ---- | --------- |
| 1     | Cottrell J. Hunter | USA  | 20,52     |
| 2     | Jorge Montenegro   | CUB  | 18,94     |
| 3     | Gert Weil          | CHI  | 18,71     |
| 4     | Yojer Medina       | VEN  | 18,42     |
| 5     | Scott Cappos       | CAN  | 18,06     |
| 6     | Adrián Marzo       | ARG  | 15,89     |
| 7     | Jaime Comandari    | ESA  | 15,21     |
| 8     | Bryan Bynoe        | DMA  | 14,88     |

### Diskuswurf
| Platz | Athlet              | Land | Weite (m) |
| ----- | ------------------- | ---- | --------- |
| 1     | Roberto Moya        | CUB  | 63,58     |
| 2     | Alexis Elizalde     | CUB  | 62,00     |
| 3     | Randy Heisler       | USA  | 60,12     |
| 4     | Ramón Jiménez-Gaona | PAR  | 59,56     |
| 5     | Marcelo Pugliese    | ARG  | 55,68     |
| 6     | Carlos Scott        | USA  | 54,58     |
| 7     | Julio Cesar Piñero  | ARG  | 52,46     |
| 8     | Bryan Bynoe         | DMA  | 40,14     |

### Hammerwurf
| Platz | Athlet           | Land | Weite (m) |
| ----- | ---------------- | ---- | --------- |
| 1     | Lance Deal       | USA  | 75,64     |
| 2     | Alberto Sánchez  | CUB  | 73,94     |
| 3     | Andrés Charadía  | ARG  | 71,78     |
| 4     | Yosvany Suárez   | CUB  | 71,44     |
| 5     | Guillermo Guzmán | MEX  | 69,84     |
| 6     | Jim Driscoll     | USA  | 68,38     |
| 7     | Adrián Marzo     | ARG  | 66,38     |

### Speerwurf
| Platz | Athlet                   | Land | Weite (m) |
| ----- | ------------------------ | ---- | --------- |
| 1     | Emeterio González        | CUB  | 79,28     |
| 2     | Edgar Baumann            | PAR  | 78,70     |
| 3     | Todd Riech               | USA  | 77,82     |
| 4     | Ovidio Trimiño           | CUB  | 76,76     |
| 5     | Rodrigo Zelaya           | CHI  | 74,18     |
| 6     | Ed Kaminski              | USA  | 72,30     |
| 7     | Rigoberto Calderón       | NCA  | 69,58     |
| 8     | Mauricio Guillermo Silva | ARG  | 65,68     |

### Zehnkampf
| Platz | Athlet             | Land | Punkte |
| ----- | ------------------ | ---- | ------ |
| 1     | Kip Janvrin        | USA  | 8049   |
| 2     | Eugenio Balanqué   | CUB  | 7948   |
| 3     | Alejandro Cárdenas | MEX  | 7387   |
| 4     | Jorge Camacho      | MEX  | 7210   |
| 5     | Pedro da Silva     | BRA  | 6692   |
| 6     | Diego Kerwitz      | ARG  | 6610   |
| 7     | Juan Silva         | URU  | 6579   |

## Frauen

### 100-Meter-Lauf
| Platz | Athletin           | Land | Zeit (s) |
| ----- | ------------------ | ---- | -------- |
| 1     | Chryste Gaines     | USA  | 11,05    |
| 2     | Liliana Allen      | CUB  | 11,16    |
| 3     | Heather Samuel     | ANT  | 11,33    |
| 4     | Dainelky Pérez     | CUB  | 11,50    |
| 5     | Felipa Palacios    | COL  | 11,50    |
| 6     | Eldece Clarke      | BAH  | 11,54    |
| 7     | Shantel Twiggs     | USA  | 11,57    |
| 8     | Kerry-Ann Richards | JAM  | 11,61    |

Wind: 4,9 m/s

### 200-Meter-Lauf
| Platz | Athletin        | Land | Zeit (s) |
| ----- | --------------- | ---- | -------- |
| 1     | Liliana Allen   | CUB  | 22,73    |
| 2     | Dahlia Duhaney  | JAM  | 23,03    |
| 3     | Omegia Keeys    | USA  | 23,24    |
| 4     | Julia Duporty   | CUB  | 23,44    |
| 5     | Eldece Clarke   | BAH  | 23,45    |
| 6     | Felipa Palacios | COL  | 23,46    |
| 7     | Heather Samuel  | ANT  | 23,67    |
| 8     | Hydianne Harper | TRI  | 23,78    |

Wind: 0,7 m/s

### 400-Meter-Lauf
| Platz | Athletin                  | Land | Zeit (s) |
| ----- | ------------------------- | ---- | -------- |
| 1     | Julia Duporty             | CUB  | 50,77    |
| 2     | Nancy McLeón              | CUB  | 51,81    |
| 3     | Flirtisha Harris          | USA  | 52,51    |
| 4     | Crystal Irving            | USA  | 52,69    |
| 5     | Patricia Rodríguez        | COL  | 52,97    |
| 6     | Maria Magnólia Figueiredo | BRA  | 53,10    |
| 7     | Claudine Williams         | JAM  | 53,63    |

### 800-Meter-Lauf
| Platz | Athletin         | Land | Zeit (min) |
| ----- | ---------------- | ---- | ---------- |
| 1     | Meredith Rainey  | USA  | 1:59,44    |
| 2     | Luciana Mendes   | BRA  | 2:01,71    |
| 3     | Letitia Vriesde  | SUR  | 2:02,25    |
| 4     | Marta Orellana   | ARG  | 2:02,88    |
| 5     | Vicky Lynch      | CAN  | 2:05,35    |
| 6     | Jennifer Fisher  | BER  | 2:05,62    |
| 7     | Odalmis Limonta  | CUB  | 2:10,15    |
| 8     | Charmaine Thomas | ANT  | 2:11,18    |

### 1500-Meter-Lauf
| Platz | Athletin        | Land | Zeit (min) |
| ----- | --------------- | ---- | ---------- |
| 1     | Sarah Thorsett  | USA  | 4:21,84    |
| 2     | Sarah Howell    | CAN  | 4:22,10    |
| 3     | Marta Orellana  | ARG  | 4:22,44    |
| 4     | Letitia Vriesde | SUR  | 4:23,80    |
| 5     | Kelly Rabush    | USA  | 4:25,04    |
| 6     | Mireya Ailhaud  | MEX  | 4:28,76    |
| 7     | Jennifer Fisher | BER  | 4:29,77    |
| 8     | Mabel Arrúa     | ARG  | 4:31,63    |

### 5000-Meter-Lauf
| Platz | Athletin              | Land | Zeit (min) |
| ----- | --------------------- | ---- | ---------- |
| 1     | Adriana Fernández     | MEX  | 15:46,32   |
| 2     | María del Carmen Díaz | MEX  | 15:46,43   |
| 3     | Carol Montgomery      | CAN  | 15:46,80   |
| 4     | Sarah Howell          | CAN  | 16:02,59   |
| 5     | Misti Demko           | USA  | 16:04,50   |
| 6     | Silvana Pereira       | BRA  | 16:07,16   |
| 7     | Érika Olivera         | CHI  | 16:13,76   |
| 8     | Yesenia Centeno       | CUB  | 16:29,06   |

### 10.000-Meter-Lauf
| Platz | Athletin              | Land | Zeit (min) |
| ----- | --------------------- | ---- | ---------- |
| 1     | Carmem de Oliveira    | BRA  | 33:10,19   |
| 2     | Carol Montgomery      | CAN  | 33:13,58   |
| 3     | María del Carmen Díaz | MEX  | 33:14,94   |
| 4     | Silvana Pereira       | BRA  | 33:15,24   |
| 5     | Laura LaMena-Coll     | USA  | 33:16,15   |
| 6     | María Luisa Servín    | MEX  | 33:18,36   |
| 7     | Gwyn Coogan           | USA  | 33:42,49   |
| 8     | Érika Olivera         | CHI  | 34:54,42   |

### Marathon
| Platz | Athletin             | Land | Zeit (h) |
| ----- | -------------------- | ---- | -------- |
| 1     | Maria Trujillo       | USA  | 2:43:56  |
| 2     | Jennifer Martin      | USA  | 2:44:10  |
| 3     | Emma Cabrera         | MEX  | 2:46:36  |
| 4     | Sergia Martínez      | CUB  | 2:47:21  |
| 5     | Maribel Durruty      | CUB  | 2:50:25  |
| 6     | Lucía Rendón         | MEX  | 2:55:18  |
| 7     | María Teresa Aguerre | ARG  | 2:57:03  |
| 8     | Nélida Olivet        | ARG  | 2:58:17  |

### 10.000 m Gehen
| Platz | Athletin               | Land | Zeit (min) |
| ----- | ---------------------- | ---- | ---------- |
| 1     | María Graciela Mendoza | MEX  | 46:31,93   |
| 2     | Michelle Rohl          | USA  | 46:36,52   |
| 3     | Francisca Martínez     | MEX  | 47:44,78   |
| 4     | Liliana Bermeo         | COL  | 48:29      |
| 5     | Holly Gerke            | CAN  | 48:47      |
| 6     | Miriam Ramón           | ECU  | 50:13      |
| 7     | Giovanna Morejón       | BOL  | 51:04      |
| 8     | Janice McCaffrey       | CAN  | 53:27      |

### 100-Meter-Hürdenlauf
| Platz | Athletin           | Land | Zeit (s) |
| ----- | ------------------ | ---- | -------- |
| 1     | Aliuska López      | CUB  | 12,68    |
| 2     | Donalda Duprey     | CAN  | 13,16    |
| 3     | Odalys Adams       | CUB  | 13,17    |
| 4     | Allison Williams   | USA  | 13,30    |
| 5     | Carmen Bezanilla   | CHI  | 13,45    |
| 6     | Lesley Tashlin     | CAN  | 13,45    |
| 7     | Joyce Meléndez     | PUR  | 13,77    |
| 8     | Alejandra Martínez | CHI  | 14,09    |

Wind: 2,1 m/s

### 400-Meter-Hürdenlauf
| Platz | Athletin                  | Land | Zeit (s) |
| ----- | ------------------------- | ---- | -------- |
| 1     | Kim Batten                | USA  | 54,74    |
| 2     | Tonja Buford              | USA  | 55,05    |
| 3     | Lency Montelier           | CUB  | 55,74    |
| 4     | Donalda Duprey            | CAN  | 57,26    |
| 5     | Carmen Bezanilla          | CHI  | 59,46    |
| 6     | Sandra Izquierdo          | ARG  | 60,27    |
| 7     | María Gabriela Fornaciari | ARG  | 60,56    |

### 4-mal-100-Meter-Staffel
| Platz | Land               | Athletinnen                                                       | Zeit (s) |
| ----- | ------------------ | ----------------------------------------------------------------- | -------- |
| 1     | Vereinigte Staaten | Flirtisha Harris Shantel Twiggs Richelle Webb Chryste Gaines      | 43,55    |
| 2     | Kuba               | Miriam Ferrer Aliuska López Liliana Allen Dainelky Pérez          | 44,08    |
| 3     | Kolumbien          | Felipa Palacios Mirtha Brock Patricia Rodríguez Elia Manuela Mera | 44,10    |
| 4     | Jamaika            |                                                                   | 44,36    |
| 5     | Argentinien        |                                                                   | 46,01    |
| 6     | Chile              |                                                                   | 46,31    |

### 4-mal-400-Meter-Staffel
| Platz | Land               | Athletinnen                                                       | Zeit (min) |
| ----- | ------------------ | ----------------------------------------------------------------- | ---------- |
| 1     | Kuba               | Idalmis Bonne Surella Morales Nancy McLeón Julia Duporty          | 3:27,45    |
| 2     | Vereinigte Staaten | Trevia Williams Terri Dendy Flirtisha Harris Crystal Irving       | 3:31,22    |
| 3     | Kolumbien          | Patricia Rodríguez Elia Manuela Mera Mirtha Brock Felipa Palacios | 3:38,54    |
| 4     | Argentinien        |                                                                   | 3:46,46    |

### Hochsprung
| Platz | Athletin          | Land | Höhe (m) |
| ----- | ----------------- | ---- | -------- |
| 1     | Ioamnet Quintero  | CUB  | 1,94     |
| 2     | Silvia Costa      | CUB  | 1,91     |
| 3     | Angela Bradburn   | USA  | 1,91     |
| 4     | Karol Damon       | USA  | 1,88     |
| 5     | Natasha Alleyne   | TRI  | 1,85     |
| 6     | Sara McGladdery   | CAN  | 1,75     |
| 7     | Solange Witteveen | ARG  | 1,75     |
| 8     | Claudia Casals    | ARG  | 1,70     |

### Weitsprung
| Platz | Athletin        | Land | Weite (m) |
| ----- | --------------- | ---- | --------- |
| 1     | Niurka Montalvo | CUB  | 6,89      |
| 2     | Andrea Ávila    | ARG  | 6,52      |
| 3     | Jackie Edwards  | BAH  | 6,50      |
| 4     | Laiza Carrillo  | CUB  | 6,22      |
| 5     | Dawn Burrell    | USA  | 6,15      |
| 6     | Tamara Cuffee   | USA  | 6,09 w    |
| 7     | Mónica Castro   | CHI  | 5,91      |

### Dreisprung
| Platz | Athletin        | Land | Weite (m) |
| ----- | --------------- | ---- | --------- |
| 1     | Laiza Carrillo  | CUB  | 14,09     |
| 2     | Niurka Montalvo | CUB  | 13,90 w   |
| 3     | Andrea Ávila    | ARG  | 13,84 w   |
| 4     | Suzette Lee     | JAM  | 13,63 w   |
| 5     | Carla Shannon   | USA  | 13,36 w   |
| 6     | Nicole Martial  | GUY  | 13,05     |
| 7     | Lilia Aguirre   | ARG  | 12,69 w   |
| 8     | Jenice Gill     | BIZ  | 11,96 w   |

### Kugelstoßen
| Platz | Athletin           | Land | Weite (m) |
| ----- | ------------------ | ---- | --------- |
| 1     | Connie Price-Smith | USA  | 19,17     |
| 2     | Ramona Pagel       | USA  | 18,50     |
| 3     | Yumileidi Cumbá    | CUB  | 18,47     |
| 4     | Belsy Laza         | CUB  | 18,31     |
| 5     | Elisângela Adriano | BRA  | 16,74     |
| 6     | Georgette Reed     | CAN  | 16,10     |
| 7     | Alexandra Amaro    | BRA  | 15,97     |
| 8     | Ana María Comaschi | ARG  | 13,33     |

### Diskuswurf
| Platz | Athletin             | Land | Weite (m) |
| ----- | -------------------- | ---- | --------- |
| 1     | Maritza Martén       | CUB  | 61,22     |
| 2     | Bárbara Hechavarría  | CUB  | 60,20     |
| 3     | Kristin Kuehl        | USA  | 56,92     |
| 4     | María Isabel Urrutia | COL  | 54,06     |
| 5     | Liliana Martinelli   | ARG  | 53,78     |
| 6     | Elisângela Adriano   | BRA  | 51,94     |
| 7     | Theresa Brick        | CAN  | 50,88     |
| 8     | Alexandra Amaro      | BRA  | 46,66     |

### Hammerwurf
| Platz | Athletin                 | Land | Weite (m) |
| ----- | ------------------------ | ---- | --------- |
| 1     | Alexandra Earl-Givan     | USA  | 58,92     |
| 2     | María Eugenia Villamizar | COL  | 56,14     |
| 3     | Sonja Fitts              | USA  | 56,06     |
| 4     | Zulma Lambert            | ARG  | 54,06     |
| 5     | Theresa Brick            | CAN  | 53,78     |
| 6     | Karina Moya              | ARG  | 51,94     |
| 7     | Norbi Balantén           | CUB  | 50,88     |
| 8     | Lidia de la Cruz         | MEX  | 46,66     |

### Speerwurf
| Platz | Athletin        | Land | Weite (m) |
| ----- | --------------- | ---- | --------- |
| 1     | Xiomara Rivero  | CUB  | 63,92     |
| 2     | Laverne Eve     | BAH  | 61,26     |
| 3     | Valerie Tulloch | CAN  | 60,58     |
| 4     | Isel López      | CUB  | 57,26     |
| 5     | Paula Berry     | USA  | 54,08     |
| 6     | Karen Wilkinson | CAN  | 50,94     |
| 7     | Lynda Lipson    | USA  | 50,82     |
| 8     | Silvina Médici  | ARG  | 47,58     |

### Siebenkampf
| Platz | Athletin          | Land | Punkte |
| ----- | ----------------- | ---- | ------ |
| 1     | Jamie McNeair     | USA  | 6266   |
| 2     | Magalys García    | CUB  | 6055   |
| 3     | Le Shundra Nathan | USA  | 5879   |
| 4     | Esther Medema     | CAN  | 5302   |
| 5     | Alejandra García  | ARG  | 5139   |